# Крейсер
Кре́йсер (нидерл. kruiser от kruisen — крейсировать, плавать по определённому маршруту; мн. ч. кре́йсеры или крейсера́) — класс боевых надводных кораблей, способных выполнять задачи независимо от основного флота, среди которых может быть борьба с лёгкими силами флота и торговыми судами противника, оборона соединений боевых кораблей и конвоев судов, огневая поддержка приморских флангов сухопутных войск и обеспечение высадки морских десантов, постановка минных заграждений и другие. Со второй половины XX века тенденция к укрупнению боевых соединений для обеспечения защиты от авиации противника и специализация судов для выполнения конкретных задач привела к практическому исчезновению кораблей общего назначения, какими являются крейсера, из флотов многих стран. Только военно-морские силы России и США используют их в настоящее[когда?] время.

## Эпоха парусов
Термин впервые стал широко использоваться в XVII столетии: под «крейсером» подразумевали независимо действующий корабль, — наименование класса кораблей обозначало скорее назначение корабля, чем его конструктивное устройство. Крейсерами обычно были достаточно маленькие, но быстрые суда. В XVII—XVIII веках линейные корабли обычно были слишком большими, неповоротливыми и дорогостоящими, чтобы посылать их в длительное плавание, например, к другим континентам, и они были слишком стратегически важными, чтобы рисковать ими в патрульных миссиях. К тому же линейные корабли как раз и создавали для ведения боя в составе эскадры. Поэтому для крейсерских целей (разведки, передачи донесений, разрушения вражеских морских коммуникаций, охоты на торговые суда и одиночных действий отдельно от основных сил и на удалённых театрах военных действий) использовались более мелкие корабли.
В течение XVIII столетия основными кораблями, используемыми в качестве крейсеров, становятся фрегаты — умеренно большие, быстрые и манёвренные корабли, оснащённые для дальних походов, со сравнительно слабым (в сравнении с линейным кораблём) вооружением — одной закрытой орудийной палубой. Кроме фрегатов в качестве крейсеров использовались шлюпы, корветы, бриги, а также ряд других типов кораблей. Естественно фрегаты использовались для дальнего крейсерства, тогда как корветы и бриги как правило использовались для ближнего крейсерства, как более оптимальные для этого.

## Первые паровые крейсера
В середине XIX века крейсерские функции стали выполнять парусно-паровые винтовые корабли различных типов: фрегаты, корветы, шлюпы, клипера.
Значительный толчок к развитию кораблей-крейсеров дала Гражданская война в США 1861—1865 годов. Конфедеративные Штаты Америки, не располагавшие крупным флотом, в борьбе на море делала ставку на действия парусно-паровых рейдеров. Конфедерация впервые стала официально применять термин «крейсер», хотя он по-прежнему объединял корабли по назначению, а не по конструктивному признаку. Хотя фактически их было немного, они сумели захватить более 200 торговых судов США. Особенно отличились рейдеры «Флорида» (англ. Florida), захватившая 38 судов и «Алабама» (англ. Alabama), на счёту которой имелось 69 военных призов и потопление вражеской канонерской лодки «Гатеррас» (англ. Hatteras). Двухлетняя эпопея «Алабамы» оборвалась 19 июля 1864 года, когда она была потоплена шлюпом ВМС США «Кирсардж» (англ. Kearsarge) в ожесточённом бою близ французского порта Шербур. Впечатляло и количество сил, задействованных против рейдеров. Так, за действовавшим до конца войны рейдером «Шенандоа» (англ. Shenandoah), гонялось до 100 кораблей ВМС США.
Успехи рейдеров южан породили и подражание со стороны ВМС США. Уже после окончания войны флот США пополнился фрегатами типа «Вампаноа» (англ. Wampanoag), на которые возлагалась задача борьбы с британским судоходством в случае военного конфликта с Великобританией. Корабли оказались весьма быстроходными, головной даже поставил мировой рекорд скорости — 17,75 узла, — но в целом считались неудачными. Деревянный корпус был слишком хлипок, машины имели непомерный вес, а дальность плавания под парами оставляла желать лучшего.
В России первыми паровыми судами-крейсерами стали построенные в Архангельске винтовые клиперы «Разбойник», «Джигит», «Пластун», «Стрелок», «Опричник» и «Наездник» (1855—1857), а также полуброненосные винтовые фрегаты (впоследствии переименованные в броненосные крейсеры) «Князь Пожарский» (1867) и «Генерал-адмирал» (1873).
В 1878 году в британской и российской классификациях официально появился термин «крейсер». (Правда определения крейсеров не совпадали, — в Российской Империи крейсером тогда называли вспомогательный незащищённый корабль). В США первыми специально построенными крейсерами стали построенные в 1884 году «Атланта» и «Бостон». В 1892 году в Великобритании и в России были проведены переклассификации, в результате которых в обеих империях к крейсерам стали относить легкобронированные и небронированные артиллерийские корабли с паровым двигателем, включая старые пароходофрегаты и парусно-винтовые корветы.

## Крейсера на рубеже XIX—XX веков

### Бронепалубные крейсера
Уже первые опыты боевого применения небронированных крейсеров показали их крайнюю уязвимость. Расположение артиллерийских погребов и силовых установок ниже ватерлинии не позволяло обеспечить их сколь-нибудь надёжную защиту, а с переходом от горизонтальных к вертикальным паровым машинам стало вообще невозможно. Однако требуемая дешевизна строительства крейсеров и, следовательно, ограничение водоизмещения не позволяли оснастить большую часть крейсеров бортовой бронёй.
Результатом стало компромиссное решение, — установка на крейсерах специальной броневой палубы со скосами, прикрывавшей машины и погреба боеприпасов. Дополнительную защиту бортов от снарядов обеспечивали «угольные ямы», составляющие часть корпуса, — слой угля толщиной в 2 фута был примерно эквивалентен 1 дюйму стальной брони. В военно-морских флотах того времени новые корабли стали именовать «бронепалубными» или «защищёнными» (англ. protected cruisers). Первым представителем нового подкласса стал британский «Комюс», заложенный в 1878 году. В дальнейшем, благодаря относительной дешевизне, бронепалубные крейсера стали составлять основу крейсерских сил большинства морских держав.

### Броненосные крейсера
Уязвимость небронированных крейсеров подтолкнула российских корабелов на другой путь. Поскольку во второй половине XIX века российское морское министерство было увлечено идеей крейсерской войны против британского судоходства, возникло желание сделать их более живучими в бою против многочисленных крейсеров вероятного противника. В 1875 году в состав Российского императорского флота вошёл фрегат «Генерал-адмирал», ставший первым в мире броненосным крейсером. В отличие от бронепалубных крейсеров, эти корабли обладали не только броневой палубой, но и бронированием борта в районе ватерлинии — бронепоясом.
Первоначально лишь российский и британский флоты развивали тип броненосного крейсера, но в 1890-х годах такие корабли стали строить все ведущие морские державы. При этом считалось, что броненосные крейсера способны дополнить, а при необходимости заменить броненосцы — главную ударную силу флотов конца XIX века.
В войнах за передел мира, происходивших в конце XIX- начале XX веков броненосные крейсера играли весьма важную роль и показали себя весьма неплохо. В особенности это относилось к японским кораблям, отлично проявившим себя в сражениях русско-японской войны. Воодушевлённые адмиралы различных стран спешно заказали новые крейсера этого класса, но именно в это время броненосные крейсера внезапно и бесповоротно устарели. Достижения в двигателестроении (в том числе изобретение корабельных дизельных двигателей), металлургии и развитие систем управления огнём привели к появлению линейных крейсеров, способных легко догнать и уничтожить любой броненосный крейсер.
Кроме того, во флотах некоторых стран сохранялись и не бронированные крейсера. Небольшие и слабо вооружённые, они предназначались для службы, не связанной с участием в серьёзных боевых действиях, например для устрашения населения колоний или роли стационера.
В военное время ряд государств использовал вспомогательные крейсеры. Они обычно являлись вооружёнными коммерческими судами и предназначались для несения дозора или рейдерских действий.

## Крейсера в Первой мировой войне
Прогресс в кораблестроении и смежных отраслях привёл к значительным изменениям в военно-морской технике. Появление паровых турбин и дизельных двигателей, обладавших заметно лучшими массо-габаритными характеристиками и удельной мощностью, а также переход на жидкое топливо позволили ввести в боевой состав флотов принципиально новые классы кораблей. Хотя переворот в военно-морском деле обычно связывают с дредноутами, крупные перемены произошли и в строительстве крейсеров. Во-первых, новые силовые установки позволили оснастить бортовой бронёй даже сравнительно малые корабли, что привело к появлению в 1910-х годах лёгких крейсеров. Во-вторых, обладавшие огромной мощностью турбины позволили приступить к строительству линейных крейсеров, на которые возлагались особые надежды, — в частности завоевание господства на море в удалённых акваториях океана.
К началу Первой мировой войны крейсера занимали важное место в системе морских вооружений. На крейсерские силы возлагалось большое количество задач:
- Нарушение неприятельских коммуникаций;
- Борьба с вражескими рейдерами;
- Ведение дальней разведки в интересах главных сил флота;
- Поддержка лёгких сил;
- Проведение торпедно-артиллерийских атак в ходе генерального сражения;
- Блокада противника с моря;
- Набеговые операции.

Наиболее крупными и современными крейсерскими силами обладали Великобритания в силу своей зависимости от морских коммуникаций и Германия, собиравшаяся эти коммуникации прервать. Вместе с тем, дредноутная гонка привела к ситуации, при которой ряд солидных морских держав не могли уделить должное внимание строительству адекватных крейсерских сил. Так, США и Франция вплоть до конца войны не имели в своих флотах ни одного современного крейсера.
| Государство        | Линейные крейсера | Броненосные крейсера | Лёгкие крейсера | Бронепалубные крейсера | Примечание                                   |
| ------------------ | ----------------- | -------------------- | --------------- | ---------------------- | -------------------------------------------- |
| Австро-Венгрия     | 0                 | 3                    | 3               | 7                      |                                              |
| Великобритания     | 10                | 34                   | 36              | 22                     | плюс около 40 старых бронепалубных крейсеров |
| Германская империя | 6                 | 9                    | 6               | 33                     | плюс около 13 старых бронепалубных крейсеров |
| Италия             | 0                 | 10                   | 3               | 9                      |                                              |
| Россия             | 0                 | 6                    | 0               | 8                      |                                              |
| США                | 0                 | 12                   | 6               | 16                     |                                              |
| Османская империя  | 0                 | 0                    | 0               | 2                      |                                              |
| Франция            | 0                 | 19                   | 0               | 13                     |                                              |
| Япония             | 2                 | 13                   | 3               | 10                     |                                              |

Будучи относительно многочисленными и сравнительно дешёвыми боевыми единицами нежели дредноуты, крейсера активно использовались всеми воюющими сторонами. К числу наиболее ярких крейсерских сражений Первой мировой можно отнести бои: у мыса Коронель, у Фолклендских островов, в Гельголандской бухте, у Доггер-банки. 
В последних трёх отлично проявили себя английские линейные крейсера. Однако в Ютландском сражении 1916 г. они понесли тяжёлые потери в силу конструктивных недостатков и тактически неправильного боевого применения, после чего доверие к этому классу боевых кораблей резко упало.
В качестве блокадной силы английские крейсера показали себя вполне удачно. Германские крейсера не смогли, несмотря на отдельные успехи, нарушить британские коммуникации и их полезность свелась к отвлечению некоторых сил противника с главного театра военных действий.
Массовое строительство крейсеров в годы войны вели лишь Великобритания и Германия. Британский флот за годы войны пополнился 4 линейными и 42 лёгкими крейсерами, немецкий — 1 линейным, 12 лёгкими и 2 бронепалубными. В остальных странах крейсерские силы увеличились незначительно: Япония построила 2 линейных крейсера, Австро-Венгрия — 1 бронепалубный. В России перед войной заложили 4 линейных крейсера типа «Измаил» и 6 лёгких типа «Светлана», но из-за ПМВ и революции Измаилы так и не были достроены, а Светлана, под именем Красный Крым, вступила в строй только в 1928 году.

## Развитие класса крейсеров между мировыми войнами

### Тяжёлые крейсера
Первое поколение тяжёлых крейсеров
Появление тяжёлых крейсеров стало результатом Вашингтонской морской конференции. В ходе дебатов о крейсерских силах возникло предложение о качественном ограничении вновь построенных кораблей этого класса. Британцам, незадолго до этого достроившим сильнейшие в мире крейсера типа «Хокинс», было крайне нежелательно пускать на слом эти весьма дорогие корабли и они, при благожелательном отношении США и Японии, настояли на принятии ограничительных характеристик близких к «Хокинсам». Таким образом, будущие крейсера должны были иметь водоизмещение не более 10 000 тонн, а калибр артиллерии не должен был превышать 203 мм.
Поскольку решения той же конференции предусматривали мораторий на строительство линкоров, в основных морских державах началась крейсерская гонка вооружений. При этом каждая страна полагала, что строить корабли, не достигающие потолка ограничений бесполезно, и приступили к созданию крейсеров с максимально допустимым водоизмещением и бронированием. Вплоть до 1930 года эти крейсера именовались «вашингтонскими».
Великобритания, нуждавшаяся в очень больших крейсерских силах для защиты океанских коммуникаций, выработала тип крейсера, отличавшегося превосходной мореходностью, значительной автономностью, солидным вооружением и достойной скоростью. Однако на бронирование тоннажа уже не хватило, и защита новых крейсеров оказалась крайне слабой. В 1927-1930 годах британский флот получил 13 крейсеров типов «Кент», «Лондон» и «Норфолк», близких между собой по характеристикам и собирательно именовавшихся типом «Каунти».
Ещё более слабое бронирование получили первые «вашингтонские» крейсера Франции типа «Дюкень», построенные в двух экземплярах. Их защита ограничивалась тонкой бронёй артиллерийских погребов, зато скорость и мореходность соответствовали самым высоким стандартам. Следующий тип французских крейсеров типа «Сюффрен» получил заметно более мощное бронирование, причём оно усиливалось от корабля к кораблю. В итоге все 4 единицы получились достаточно разными.
Итальянский флот традиционно делал главную ставку на скорость, пренебрегая мореходностью, дальностью и отчасти бронированием. Пара крейсеров типа «Тренто» формально считалась самыми быстроходными «вашингтонцами» в мире, хотя в реальной эксплуатации их рекордная скорость не подтверждалась.
Флот США после долгих колебаний между проектами защитников торговли и эскадренного крейсера выбрал нечто среднее. По вооружению они даже несколько превосходили зарубежные аналоги, имели высокую скорость и большую дальность плавания, но неудовлетворительную защиту. К тому же крейсера типов «Пенсакола» и «Нортхэмптон» из-за просчётов проектировщиков оказались недогруженными. Полностью договорное водоизмещение было использовано лишь следующим типом — «Портленд», имевшим усиленное бронирование. Всего американский флот получил 10 тяжёлых крейсеров первого поколения.
Японский флот, рассматривавший тяжёлые крейсера как мощные эскадренные разведчики, стремился получить солидные корабли, но минимально возможных размеров. В результате 4 крейсера типов «Фурутака» и «Аоба» страдали от значительной перегрузки, были вооружены слабее, чем большинство иностранных кораблей аналогичного класса, имели слабое бронирование, но весьма мощное торпедное вооружение.
Итоги развития тяжёлых крейсеров первого поколения были неутешительны для военных моряков. Не имея достаточного опыта, кораблестроители всех стран не смогли создать сбалансированные боевые единицы. Общим недостатком всех кораблей стало слабое бронирование. В результате, крейсера были непригодны для участия в бою главных сил, но для борьбы на коммуникациях избыточно вооружены и слишком дороги.
Ещё одним неприятным сюрпризом стало появление германских «броненосцев» типа «Дойчланд», часто именовавшихся «карманными» линкорами. Связанная лишь ограничениями Версальского договора, но не подписывавшая Вашингтонский, Германия смогла создать в пределах близких к 10 000 тонн боевые единицы, уступавшие «вашингтонцам» в скорости, но имевшие огромное превосходство в огневой мощи за счёт установки 283-мм орудий.
Второе поколение тяжёлых крейсеров
Между тем, активная дипломатическая борьба ведущих держав за морское доминирование привела к заключению в 1930 году Лондонского морского договора. По его решениям, количество крейсеров с 203-мм артиллерией, отныне именуемых тяжёлыми, было ограничено для США цифрой 18 единиц, для Великобритании 15 и для Японии 12. Франция и Италия Лондонский договор не подписали, но спустя год заключили Римский пакт, ограничивший количество тяжёлых крейсеров 7 единицами для каждого из флотов. В 1936 году был подписан новый Лондонский договор, при участии США, Великобритании и Франции. Он запрещал строительство тяжёлых крейсеров до 1942 года.
Великобритания, уже имевшая в строю 13 тяжёлых крейсеров, ограничилась достройкой пары кораблей типа «Йорк». От «Каунти» их отличало уменьшенное водоизмещение, ослабленное вооружение, но и сокращённая стоимость. От закладки усовершенствованных крейсеров типа «Суррей» пришлось отказаться.
Французский флот имел возможность построить лишь один тяжёлый крейсер. Им стал «Альжери», считавшийся наиболее совершенным европейским кораблём этого класса. Его главными особенностями стали солидное бронирование и отличная противоторпедная защита.
Хорошей защитой отличались и 4 итальянских крейсера типа «Зара». Уступая крейсерам других стран в мореходности и дальности и имея невыдающуюся скорость, эти корабли считались наиболее защищёнными крейсерами довоенной постройки. Впрочем, боевые качества «Зар» резко снижались из-за неудовлетворительной артиллерии. Ещё одним тяжёлым крейсером итальянского флота стал «Больцано», в целом повторявший тип «Тренто». На испытаниях ему удалось установить абсолютный рекорд скорости для тяжёлых крейсеров — 36,81 узла. В реальной эксплуатации скорость оказалась 33-34 узла.
Флот США получил 7 крейсеров типа «Нью-Орлеан». На этих кораблях была, наконец, резко усилена защита, в силу чего американского командование считало их своими первыми полноценными крейсерами. Дальнейшим развитием класса стал крейсер «Уичита», построенный в единственном экземпляре в силу ограничений Лондонского договора. Уже после начала войны в Европе, американское руководство заказало серию «Балтимор». Разработанные на базе «Уичиты», но без ограничения водоизмещения, эти крейсера имели мощное бронирование, а также отличались резко усиленной зенитной артиллерией. В строй они начали вступать уже в ходе Второй мировой войны.
Японское морское руководство после неудачи с ранними типами тяжёлых крейсеров, приняло решение строить максимально сильные корабли. 4 крейсера типа «Мёко» и последовавшие за ними 4 крейсера типа «Такао» были очень сильно вооружены, обладали высокой скоростью и сравнительно надёжной броневой защитой, но их фактическое водоизмещение было значительно больше договорного. На этом количественный лимит тяжёлых крейсеров был для японцев исчерпан, но при строительстве лёгких крейсеров типа «Могами» была изначально предусмотрена возможность замены 155-мм орудий на 203-мм, что и было сделано перед началом войны. Последние японские тяжёлые крейсера типа «Тонэ» также закладывались как лёгкие, но в строй вошли уже с 203-мм артиллерией. Их особенностью стало размещение всех тяжёлых орудий в носу, что позволило освободить кормовую часть для гидросамолётов.
Во второй половине 1930-х годов классическими тяжёлыми крейсерами пожелала обзавестись и нацистская Германия. Всего Кригсмарине пополнили 3 крейсера типа «Адмирал Хиппер», а ещё один в недостроенном виде продан СССР. Эти корабли имели водоизмещение заметно больше 10 000 тонн, но не выделялись в лучшую сторону с точки зрения артиллерийского вооружения и броневой защиты. К достоинствам проекта относилась совершенная система управления огнём, но имелись и крупные недостатки — ненадёжность энергетической установки и ограниченная дальность плавания, не позволявшая эффективно использовать крейсера в качестве рейдеров.
Кроме великих морских держав, тяжёлыми крейсерами обзавелись Испания и Аргентина, по две единицы каждая. Испанские крейсера типа «Канариас» в целом повторяли британский «Кент», аргентинские «Альмиранте Браун» были уменьшенной версией итальянских «Тренто».
Попытку построить тяжёлые крейсера предпринял и СССР. В итоговом варианте крейсера типа «Кронштадт» являлись скорее линейными, чем тяжёлыми. Огромные корабли должны были нести артиллерию калибра 305 мм и мощное бронирование. В 1939 году было заложено 2 таких корабля, но с началом Великой Отечественной войны их строительство прекратили.
В целом тяжёлые крейсера второго поколения оказались заметно более сбалансированными боевыми единицами, чем их предшественники. Особенное улучшение претерпела защита, но это достигалось либо путём снижения других характеристик, либо методом негласного нарушения международных договоров.

### Лёгкие крейсера
Лёгкие крейсера 1920-х годов
В первое послевоенное десятилетие строительству лёгких крейсеров уделялось сравнительно мало внимания, так как усилия ведущих морских держав были сосредоточены на тяжёлых крейсерах. В результате поступления лёгких крейсеров во флоты были ограничены.
Великобритания ограничилась достройкой заложенных ещё в ходе войны крейсеров типа «D» и «E». Французский флот, вообще не имевший современных крейсеров национальной постройки, получил в 1926 году три лёгких крейсера типа «Дюгэ Труэн». Корабли оказались отличными ходоками и стали первыми в мире крейсерами, оснащёнными артиллерией главного калибра, размещённой в башнях по линейно-возвышенной схеме. Вместе с тем, броневая защита была лишь символической.
США, также не имевшие современных лёгких крейсеров, построили в первой половине 1920-х годов 10 единиц типа «Омаха». Эти весьма быстроходные корабли были плохо защищены, а их формально мощная артиллерия размещалась по уже устаревшей схеме.
Японский флот развивал весьма специфический тип крейсера — лидера флотилий эсминцев. Японские лёгкие крейсера 1920-х годов отличались высокой скоростью, но слабым вооружением и бронированием. В 1920-1925 годах было построено 14 близких по характеристикам крейсеров типов «Кума», «Нагара» и «Сэндай».
Германия, скованная Версальскими ограничениями, была вынуждена строить крейсера водоизмещением не более 6000 тонн и с орудиями не более 150 мм. Первый немецкий лёгкий крейсер послевоенной постройки «Эмден» был лишь слегка усовершенствованным вариантом проекта Первой мировой войны. В дальнейшем Рейхсмарине получили 3 крейсера типа «K». Оснащённые башенной артиллерией, они были слишком слабо защищены, а главное, отличались крайне низкой мореходностью.
Итальянский флот в конце 1920-х годов приступил к программе нейтрализации многочисленных французских лидеров. Были заложены 4 крейсера типа «Альберико да Барбиано», в литературе часто именуемые «Кондоттьери А». Оснащение 152-мм артиллерией должно было дать им огневое преимущество над противником, но броневая защита этих небольших крейсеров оказалась очень слабой. Чрезвычайное значение придавалось скорости — головной крейсер развил на испытаниях 42,05 узла, установив мировой рекорд для класса крейсеров, но реальная скорость в эксплуатации у всех кораблей серии была гораздо ниже.
Определённую активность проявляли и второстепенные морские державы. Нидерланды достроили заложенные ещё в ходе Первой мировой войны 2 крейсера типа «Ява», которые устарели ещё при вступление в строй.
Испания вела строительство лёгких крейсеров с британской помощью. В результате, крейсер «Наварра» стал вариантом британского «Бирмингема», 2 крейсера типа «Мендес Нуньес» в целом повторяли британский «Каледон», а 3 корабля типа «Принсипе Альфонсо» — британский тип «E».
Советский флот в 1920-х годах лишь восстанавливался после разрухи. Поэтому советские военморы ограничились лишь достройкой крейсеров типа «Светлана», заложенных ещё до начала Первой мировой войны. В 1927-1928 годах в строй вступили «Червона Украина» и «Профинтерн». Третий крейсер этого типа «Красный Кавказ» был достроен по значительно изменённому проекту, с перевооружением на 4 180-мм орудия главного калибра. В целом проект оценивался невысоко и устарел ещё до ввода в состав флота.
Лёгкие крейсера 1930-х годов
Резкое повышение интереса военных моряков к лёгким крейсерам в начале 1930-х годов объяснялось двумя обстоятельствами. Во-первых, опыт строительства тяжёлых крейсеров первого поколения показал, что создать сбалансированный крейсер с 203-мм орудиями в рамках договорного водоизмещения очень сложно. К тому же, эти корабли получались весьма дорогостоящими. Во-вторых, в развитие морского кораблестроения вновь вмешалась политика. Лондонский договор выделил крейсера с артиллерией не более 6’1 дюйма (155 мм) в особый класс «А» и установил ограничения тоннажа крейсеров этого типа для США, Великобритании и Японии. Лондонский морской договор 1936 года ограничивал максимальное водоизмещение крейсеров класса «А» 8000 тонн.
Британское Адмиралтейство подошло к проектированию лёгких крейсеров нового поколения, начатому ещё до подписания Лондонского договора, в условиях жёстких бюджетных ограничений. Новые крейсера типа «Линдер» и их усовершенствованная версия «Сидней» должны были иметь умеренные характеристики при столь же умеренной цене. Основное внимание уделялось мореходности и автономности, вооружение включало лишь 8 152-мм орудий главного калибра, а бронирование было ограниченным. Ещё меньшими, но и менее дорогими оказались крейсера типа «Аретьюза», на которых число орудий главного калибра сократилось на четверть. Эти маленькие крейсера предназначались для службы при эскадрах. Всего британский флот получил 5 крейсеров типа «Линдер», 3 типа «Сидней» и 4 типа «Аретьюза».
Известие о закладке в Японии крейсеров типа «Могами» с вооружением из 15 155-мм орудий вынудило англичан резко поднять боевые качества новых крейсеров. В 1934 году было начато строительство серии 5 кораблей типа «Саутгемптон» — крупных крейсеров с вооружением из 12 152-мм орудий. Их усовершенствованной версий стали крейсера типа «Манчестер», построенные в количестве 3 единиц. Венцом развития класса в Королевском флоте стала пара крейсеров типа «Белфаст». При том же вооружении они были хорошо защищены и имели усиленную зенитную артиллерию. Однако и стоимость крейсеров оказалась очень высокой.
Ограничения Второго Лондонского договора вынудили ужать удачный проект. Так появились крейсера типа «Фиджи» (Colony series 1). При стандартном водоизмещении около 8000 тонн, пришлось ослабить бронирование и ограничиться 9-ю 152-мм орудиями. В строй они начали вступать уже в ходе войны.
США под влиянием новостей из Японии начали строить крейсера типа «Бруклин», также вооружённые 15 152-мм орудиями. Всего американский флот получил 9 крейсеров этого типа. Уже в 1940 году приступили к строительству крейсеров типа «Кливленд», заказанных в рекордном количестве — 52 единицы, хотя всего построили 29. К тому времени договорные ограничения потеряли силу, но для экономии времени проект основывался на «Бруклине» с сокращением орудий главного калибра в пользу универсальных и зенитных.
Итальянский флот продолжал развивать серию «Кондоттьери». От типа к типу росло водоизмещение, усиливалось бронирование и вооружение. Последние «Кондоттьери» типа «Джузеппе Гарибальди» вполне соответствовали лучшим зарубежным образцам, но их артиллерия по-прежнему имела серьёзные недостатки. Перед началом войны в итальянском флоте возродилась идея крейсера-скаута. В 1939 году была заложена большая серия крейсеров типа «Капитани Романи» — небольших, слабо вооружённых и практически небронированных, но со скоростью до 40 узлов.
Французы в 1930-х годах отошли от практики постройки единичных лёгких крейсеров и ввели в строй 5 кораблей типа «Ла Галиссоньер». По предвоенным меркам они считались почти идеальными лёгкими крейсерами по критерию стоимость/эффективность. Лишь недостаток зенитных орудий портил хороший проект.
Руководство Кригсмарине больше увлекалось тяжёлыми крейсерами. В 1930-х годах было построено лишь 2 крейсера этого класса, «Лейпциг» и «Нюрнберг». По своим характеристикам они в целом не превосходили крейсера типа «К». Особенно плохо обстояло с мореходностью.
Японский флот не придавал большого значения лёгким крейсерам. Перед войной заложили лишь три малые серии узкоспециализированных крейсеров типа «Агано», «Оёдо», а также учебных типа «Катори». Их боевая мощь была весьма ограниченной.
Рядом небольших крейсеров пополнились флоты Нидерландов и Швеции, причём шведский крейсер-авиатранспорт «Готланд» оказался ещё и весьма оригинальным, хотя и неудачным лёгким крейсером. Голландский флот получил единичный крейсер «Де Рёйтер» и пару малых крейсеров типа «Тромп».
ВМФ СССР получал крейсера проектов 26 и 26-бис. Спроектированные с итальянской помощью, они отличались мощным вооружением (9 180-мм орудий), высокой скоростью хода, но слабым бронированием, низкой мореходностью и малой дальностью плавания. До начала Великой Отечественной войны флот получил 4 корабля этих типов. В 1940 году приступили к строительству крейсеров проекта 68 с артиллерией калибра 152 мм, но заметно более защищённых и мореходных. С началом войны их строительство было законсервировано.

### Крейсера-минные заградители
Во флотах Великобритании и Франции получил некоторое развитие класс крейсеров-минных заградителей. Интерес к этим кораблям был связан с удачными действиями во время Первой мировой войны немецких кораблей этого класса типа «Бруммер».
Британцы сначала построили в 1920-х годах экспериментальный крейсер-минзаг «Эдвенчур». Сравнительно крупный корабль имел небольшую для крейсера скорость, но зато стал первым кораблём Королевского флота, оснащённым частично электрической энергетической установкой.
В 1939 году британцы приступили к строительству серии «Эбдиел», всего 6 единиц. Небольшие корабли были вооружены лишь универсальной артиллерией, но брали на борт до 156 мин и отличались необычной для британских кораблей ставкой на максимально возможную скорость — более 39 узлов.
Похожую эволюцию претерпели и аналогичные проекты французского флота. Сначала флот получил относительно тихоходный корабль типа «Плутон», хотя и превосходивший в скорости свой британский аналог. Затем, в 1935 году был введён в строй крейсер-минзаг «Эмиль Бертин». Легкобронированный корабль, способный принять до 200 мин, имел полноценное вооружение крейсера из 9 152-мм орудий и развил на испытаниях скорость более 30 узлов.
Флоты других стран специализированных крейсеров-минных заградителей не строили, но нередко предусматривали возможность размещения мин на кораблях обычных типов.

### Крейсера ПВО
В 1930-х годах в ряде флотов появились специализированные крейсера, впоследствии именовавшиеся крейсерами ПВО. Первые корабли этого класса стали следствием вынужденного решения. Британское Адмиралтейство, не желая списывать уже устаревшие лёгкие крейсера типа «C», приняло решения перевооружить их универсальной артиллерией и использовать для ПВО флотских соединений. В итоге переоборудование прошли 8 единиц этого типа. Планировалось также провести аналогичную модернизацию всех крейсеров типа «D», но сложности военного времени вынудили ограничиться лишь одним кораблём.
Рост угрозы с воздуха и ограничения Второго Лондонского договора привели военных моряков к идее строительства сравнительно небольших, но бронированных крейсеров с универсальной артиллерией главного калибра, способных и бороться с воздушным противником и выступать в качестве лидеров эсминцев. В британском флоте такими кораблями стали крейсера типа «Дидо». Всего флот получил 16 единиц исходного проекта и его усовершенствованного варианта, вооружённых универсальными 133-мм орудиями.
Американский флот пополнился крейсерами типа «Атланта» 3-х серий — в общей сложности 12 единиц. Основное вооружение крейсеров было представлено универсальными 127-мм орудиями в количестве от 12 до 16 штук. Как крейсера ПВО проектировался и тип «Вустер», заложенный в конце Второй мировой войны в двух экземплярах.
Кроме того крейсерами ПВО планировали обзавестись флота Италии и Японии, но недостаток кораблестроительных мощностей не позволил реализовать эти намерения.

## Крейсера во Второй мировой
Перед началом войны основные державы — участники конфликта имели в составе своих флотов следующее количество крейсеров: Великобритания — 65 (18 тяжёлых, 47 лёгких) , США — 37 (18 тяжёлых, 19 лёгких) , Франция — 19 (7 тяжёлых, 12 лёгких), Германия — 10 (5 тяжёлых, 5 лёгких), Италия — 20 (7 тяжёлых, 13 лёгких), Япония — 38 (18 тяжёлых, 20 лёгких), Голландия — 4 лёгких, СССР — 7 лёгких крейсеров.
Во Второй мировой войне крейсера, являвшиеся важным компонентом флотов, использовались очень активно. К числу наиболее ярких и характерных боевых столкновений с участием крейсерских сил можно отнести бой в устье Ла-Плата 13 декабря 1939 г., сражение в Яванском море 27 февраля 1942 г., бой у острова Саво 9 августа 1942 г., боевые действия в районе острова Гвадалканал в сентябре — декабре 1942 г. и ряд других.
Строительство новых крейсеров в годы войны велось в больших масштабах в США и в Великобритании. Американцы успели построить до окончания войны 47 крейсеров − 2 больших, 12 тяжёлых и 25 лёгких и 8 крейсеров ПВО. Англичане обзавелись 35 крейсерами — 19 лёгкими и 16 ПВО. Япония ограничилась достройкой 4 лёгких крейсеров, Германия достроила тяжёлый крейсер, Италия ввела в строй 3 крейсера-скаута.
Начавшаяся война аннулировала международные договорённости и позволила создать действительно гармоничные и мощные крейсера. Венцом развития артиллерийских крейсеров стали американские «Балтимор» (англ. Baltimore). В США появился также класс «больших» крейсеров типа «Аляска» (англ. Alaska), но они не получили дальнейшего развития.

## Развитие класса крейсеров в первый послевоенный период
В первый послевоенный период строительство новых крейсеров было весьма ограниченным. США и Великобритании и без этого обладали огромными флотами, намного превосходящими любого возможного противника. В частности, американский ВМФ насчитывал 83 крейсера, британский 62. На кораблестроительных программах других стран сказывалось тяжёлое экономическое положение, а для побеждённых и неясный военно-политический статус. Также большое влияние на развитие флотов того времени оказывала неопределённость, связанная с появлением новых средств борьбы — ядерного оружия и управляемых ракет.
США в первый послевоенный период ограничились достройкой ряда крейсеров, находившихся в высокой степени боевой готовности. Были введены в строй 8 тяжёлых крейсеров типов «Балтимор» (Baltimore), «Орегон» (Oregon City) и «Де Мойн» (Des Moines), 3 лёгких крейсера типа «Атланта» (Atlanta, в 1949 году переклассифицированы в крейсера ПВО), 1 типа «Кливленд» (Cleveland), 2 типа «Фарго» (Fargo) и 2 типа «Вустер» (Worcester). Одновременно была прекращена постройка 23 крейсеров, а значительная часть оставшихся выведена в резерв. Шесть крейсеров типа «Бруклин» были проданы латиноамериканским странам.
Великобритания, находившаяся в сложном экономическом положении, стала на путь крупномасштабного сокращения флота. В 1945—1955 были пущены на слом 32 крейсера, переданы Индии 2 крейсера, гоминьдановскому Китаю — 1. Строительство 3 крейсеров типа «Тигр» (англ. Tiger) было заморожено.
Французский флот насчитывал после войны 9 крейсеров, 2 из них были списаны в 1945—1955 годах. Строительство крейсера «Де Грасс» (De Grasse), заложенного ещё в 1939 году, было продолжено по изменённому проекту и закончено в 1956. Голландский флот имел к концу 1945 года 2 крейсера в боевом составе и ещё два достроил в 1950—1953 годах по изменённому проекту (De Zeven Provincien). Италия располагала к 1946 году 9 крейсерами. Из этого количества в строю осталось 4, 1 был сдан на слом и 4 переданы по репарациям (Франции — 2, Греции — 1, СССР — 1).
СССР располагал к концу 1945 года 8 крейсерами и ещё два крейсера получены по репарациям из Германии и Италии. Два крейсера («Красный Кавказ», «Красный Крым») были списаны в 1953 году. Тем не менее, крейсерские силы советского ВМФ могли рассчитывать на великое будущее, поскольку И. В. Сталин был поклонником крупных кораблей и считал тактику применения крейсерных групп более предпочтительной при ведении боевых действий против флотов США и Британии.
Предварительный вариант первой послевоенной кораблестроительной программы СССР предусматривал, в частности, постройку 92 крейсеров различных типов. Ввиду явной неадекватности подобных проектов, в программе строительства «Большого флота» на 1945—1955 годы было запланировано строительство 34 крейсеров — 4 тяжёлых и 30 лёгких. К 1950 году были достроены по скорректированному проекту, заложенные до войны крейсера типа «Чапаев» (проект 68К). В 1953—1957 годах вступили в строй 15 крейсеров проекта 68-бис, ещё 6 крейсеров этого типа были сданы на слом в высокой степени готовности. По своим основным характеристикам они соответствовали американским кораблям 1940-х годов. Три тяжёлых крейсера типа «Сталинград» (проект 82) были заложены в 1951-52 годах, но в 1953 году их строительство было прекращено. Кроме того велась и интенсивная разработка новых проектов артиллерийских крейсеров.

## Ракетные крейсера
Крейсера США
С появлением к середине 50-х годов пригодных к использованию ЗРК начались работы по установке этих систем на боевые корабли. Первоначально ракетное оружие появилось на переоборудованных артиллерийских крейсерах. В 1955-56 годах были введены в строй два крейсера типа «Балтимор» на которых, за счёт снятия кормовых орудийных башен разместили две спаренные пусковые установки ЗРК «Терьер» (Terrier). В 1957-60 гг. под ракетные комплексы «Терьер» и «Талос» (Talos) были переоборудованы шесть крейсеров типа «Кливленд», а ещё три крейсера типа «Балтимор» получили комбинацию из ЗРК «Талос» и «Тартар» (Tartar).
Первым американским ракетным крейсером новой постройки стал «Лонг Бич» (Long Beach) вступивший в строй в 1961 г., ставший также и первым в мире атомным крейсером.
Ввиду крайне высокой стоимости проект «Лонг Бич» не получил развития. В 1960-70-х годах американский ВМФ предпочитал строить менее крупные крейсера. В 1962-64 гг. были введены в строй 9 кораблей типа «Леги» (Leahy). Атомный вариант этого проекта был назван «Бейнбридж» (Bainbridge) и построен в единственном экземпляре. В 1964-67 гг. американский флот получил 9 несколько более крупных крейсеров типа «Белкнап» (Belknap). Этот тип имел свою атомную версию «Тракстан» (Truxtun), который также остался единственным. Впоследствии они были перевооружены ЗРК «Стандарт» (Standart) различных модификаций.
В 1974-75 гг. были построены два атомных крейсера типа «Калифорния» (California) и наконец в 1976-80 гг. закончены постройкой 4 атомных крейсера типа «Вирджиния» (Virginia). Эти серии изначально вооружались ЗРК «Стандарт». Основной задачей американских ракетных крейсеров того времени было обеспечение ПВО авианосных соединений. До 1980 года эти корабли не имели противокорабельного ракетного оружия.
В силу особенностей национальной классификации все американские ракетные крейсера специальной постройки до переклассификации 1975 года числились фрегатами.
Крейсера европейских стран
Строительство ракетных крейсеров в европейских странах было крайне ограниченным. Франция в 1972 г. переоборудовала крейсер «Кольбер» в ракетный с установкой спаренной ПУ «Масурка». Италия ввела в строй два крейсера типа «Андреа Дориа». В составе британского флота появилось восемь лёгких ракетных крейсеров типа «Каунти», но большинство источников классифицирует их как эсминцы.
Крейсера СССР
На развитие крейсерских сил советского ВМФ наложило большой отпечаток неприятие Н. С. Хрущёвым крупных надводных кораблей. Первой жертвой этой политики стали недостроенные крейсера проекта 68-бис. Попытки руководства флота спасти 7 недостроенных крейсеров с помощью переоборудования их в ракетные по проектам 64, 67, 70 и 71 успеха не имели. Фактически был переоснащён в экспериментальных целях крейсер «Дзержинский», получивший одну спаренную пусковую установку ЗРК М-2 «Волхов-М». Что касается последних проектов «классических» крейсеров — лёгкого 84 и тяжёлого 66, то эти программы были остановлены ещё на стадии эскизного проектирования. Также было прекращено проектирование атомного крейсера проекта 63.
Таким образом, единственными советскими ракетными крейсерами специальной постройки в 60-х гг. стали 4 корабля типа «Грозный» (проект 58) заложенные как эсминцы. Кроме того в 1977 году в ракетные крейсера были переклассифицированы БПК проекта 1134 (4 единицы), ввиду недостатков их противолодочного вооружения. Отметим, что западные военные эксперты причисляли к ракетным крейсерам БПК типов 1134-А и 1134-Б (всего 17 единиц).
В проект построенных в 1970-е—1990-е гг 6 атомных ледоколов типа «Арктика» заложена возможность конверсии ледокола во вспомогательный боевой крейсер. Как минимум для одного из них («Советский Союз») соответствующее оснащение и оборудование частично размещено на борту, частично на складах и законсервировано.

## Крейсера-вертолётоносцы
Бурное развитие подводного флота после Второй мировой войны вызвало потребность в коренном усовершенствовании противолодочного флота. Особое значение это приобрело к началу 1960-х годах, когда на боевое патрулирование стали выходить атомные подводные лодки с баллистическими ракетами. Одним из путей решения вопроса считался ввод в боевой состав флотов специальных вертолётоносных кораблей, способных вести эффективный поиск ПЛ на большом удалении от берега. США располагавшие большим количеством специализированных противолодочных авианосцев не нуждались в постройке специальных кораблей такого типа, поэтому крейсера-вертолётоносцы появились во флотах европейских стран и СССР.
Европейские крейсера-вертолётоносцы
Первым кораблём — противолодочным вертолётоносцем стал французский крейсер «Жанна д’Арк» (Jeanne d’Ark), вступивший в строй в 1964 году и способный также действовать в качестве десантного вертолётоносца и учебного корабля. В том же году Итальянский флот получил два крейсера типа «Кайо Дуилио» (Caio Duilio), а позднее их увеличенную версию «Витторио Венето» (Vittorio Veneto). Последний мог принимать на борт до 9 противолодочных вертолётов. Британский флот в 1964-69 годах перестроил два чисто артиллерийских крейсера типа «Тайгер» (Tiger) в крейсера-вертолётоносцы принимавших 4 вертолёта. Оценка этого типа кораблей оказалась столь высока, что и будущие лёгкие авианосцы типа «Инвинсибл» (Invincible) первоначально тоже должны были стать крейсерами-вертолётоносцами с авиагруппой из шести тяжёлых машин.
Советские крейсера-вертолётоносцы
Первые предложения по строительству крейсеров-вертолётоносцев были выдвинуты в 1958 году как попытки спасти от разделки почти готовые крейсера проекта 68-бис за счёт их перестройки в корабли ПЛО с противолодочным вооружением. Однако размеры крейсеров показались тогда командованию ВМФ чрезмерными и разработка проекта 1123 «Кондор» началась в 1960 году с «чистого листа». Первый крейсер проекта «Москва» вступил в строй в 1967 году и оказался достаточно эффективным для целей ПЛО благодаря наличию 14 противолодочных вертолётов и мощной ГАС. Второй крейсер — «Ленинград» — вошёл в состав флота спустя два года. Всю свою службу корабли провели в составе Черноморского флота, действуя обычно в акватории Средиземного моря. Первоначально предполагалось построить серию из 12 крейсеров данного типа, но резкий рост боевых возможностей атомных ракетных Пл, особенно в плане дальности стрельбы баллистическими ракетами вынудил ограничиться двумя кораблями. Строительство третьего крейсера проекта 1123 было отменено в 1968 году ещё до закладки. Тем не менее, «Кондоры» сыграли важную роль в развитии отечественных авианесущих кораблей.

## Современные крейсера
Советские/российские крейсера
Своеобразной визитной карточкой советского ВМФ стали тяжёлые атомные ракетные крейсера типа «Киров» (проект 1144 «Орлан»). Головной корабль вступил в строй в 1980 году. В 1984 и 1989 годах к нему добавились ещё два, последний из заложенных кораблей вступил в строй уже после распада СССР под именем «Пётр Великий». Это крупнейшие надводные неавианосные боевые корабли, построенные после Второй мировой войны, что дало повод западным военным экспертам именовать их линейными крейсерами. На крейсерах представлена практически вся номенклатура современного морского вооружения выпускавшегося советским ВПК, в силу чего все корабли серии существенно различаются между собой по боевым системам.

Каждый из четырёх атомных ракетных крейсеров пр.1144 («Орлан») имел настолько существенные отличия по вооружению, что головной «Адмирал Ушаков» (бывший «Киров») и последний — «Петр Великий» (бывший «Андропов») — можно без перебора считать разными кораблями. Такая практика имела и своих идеологических обоснователей. Один из влиятельных адмиралов ГУК называл это «модернизацией в ходе строительства» и искренне считал оную объективной потребностью внедрения плодов «научно-технического прогресса». Однако то обстоятельство, что из-за таких квази-прогрессивных решений флот в результате становился «винегретом» из кораблей различных проектов и «подвариантов», советское адмиральтейство, по-видимому, сильно не беспокоило .

На 2022 год единственным действующим крейсером этого типа оставался «Пётр Великий». Крейсер «Адмирал Нахимов» находится в процессе модернизации, «Адмирал Лазарев» и «Адмирал Ушаков» списаны.
По поводу кораблей проекта «Орлан» существуют различные мнения, от восторженных до резко критических:

 Как видим, крейсер пр.1144 чисто механически и стихийно получился — именно получился — многоцелевым. Это потребовало корректировки его задач (т. е. процесс пошел по принципу «телега впереди лошади»: сначала «получается» корабль, а потом ему находят применение). Таковые дополнились требованием поражения группировок НК противника или, точнее — авианосных ударных соединений (АУС). Но никому тогда и в голову не приходило, как «растащить» решение новой задачи с сохранившейся старой. В конце концов, не может же даже «самоновейший» крейсер, вобравший в себя фактически ВСЮ номенклатуру оружия и вооружения для НК (кроме, пожалуй, минно-трального), одновременно громить АУС и гонять вражеские ПЛАРБ. Иными словами: хорошо, что корабль многоцелевой, но неясно, чем хорошо-то?

Было также возобновлено строительство ракетных крейсеров с газотурбинной силовой установкой. Предполагалось построить 6 единиц проекта 1164. С 1979 по 1990 год в состав флота вошли три корабля типа «Слава». Четвёртый корабль серии «Адмирал Лобов» в 1991 году при 75 % готовности перешёл в собственность Украины, переименован в «Галичину», затем в «Украину», остаётся недостроенным. Попытки продать крейсер успеха не имели. Оставшиеся два корабля не закладывались.
Основным назначением этих крейсеров стала борьба с авианосными соединениями НАТО с помощью противокорабельных ракет «Базальт» в силу чего они именовались «убийцами авианосцев». В качестве основного зенитного вооружения крейсера получили ЗРК «Форт».
Американские крейсера
Новейшими на сегодняшний день крейсерами ВМС США являются корабли типа «Тикондерога» (Ticonderoga). Головной в серии из 27 единиц вступил в строй в 1981 г. став первым кораблём оснащённым многофункциональной системой оружия «Иджис» (Aegis), резко повысившей возможности ПВО и ПРО. Начиная с шестого корабля серии «Банкер Хилл» (Bunker Hill) крейсера получили установки вертикального пуска Mk41 для ракет «Стандарт», «Томагавк» (Tomahawk) и ASROC на 122 единицы оружия. 
Крейсера участвовали в операциях против Ирака (1991, 2003) и Югославии (1999) в качестве кораблей ракетно-артиллерийской поддержки. В 2004 году первые пять кораблей серии выведены из боевого состава флота. Оставшиеся 22 единицы начиная с 2006 года проходят модернизацию включающую приспособление кораблей к новым зенитным ракетам, замену артиллерии и электронного оборудования.
Планировалось, что после 2017 года эти крейсера будут заменены новыми кораблями CG(X), созданными на базе проекта Zumwalt DD(X). В 2010 году программа была отменена.

## Крейсерский состав флотов мира на 2023 год
Современный крейсер — дорогостоящий продукт кораблестроительных, ракетных и электронных технологий. Позволить себе корабль такого типа могут лишь немногие государства. Значительными крейсерскими силами располагают только две страны — США и Россия. Крейсера остальных держав построены в 50—60-х годах XX века и уже устарели. Все действующие крейсера являются ракетными, последний в мире остававшийся на службе артиллерийский крейсер «Альмиранте Грау» (Перу, построен в Нидерландах, спущен на воду в 1944) был списан в 2017 году.
Крейсера флотов мира на 2025 год
США — 9 (+ 13 в резерве) крейсера УРО типа «Тикондерога»,
Россия — 1 (+ 1 в ремонте) тяжёлый атомный ракетный крейсер типа 1144 (Орлан), 2 ракетных крейсера типа 1164, 1 крейсер Аврора в Санкт-Петербурге, Россия; по-прежнему активен как флагман российского флота

## Крейсера-музеи
Несколько выведенных из эксплуатации крейсеров были спасены от утилизации и существуют во всем мире как музейные корабли :
- Русский крейсер Аврора в Санкт-Петербурге, Россия; по-прежнему активен как флагман российского флота
- Советский крейсер Михаил Кутузов в Новороссийске, Россия
- Плавающая копия китайского крейсера Zhiyuan демонстрируется в Даньдуне, Китай.
- Греческий крейсер Georgios Averof в Афинах, Греция; по-прежнему активен в качестве флагмана греческого флота
- HMS Belfast в Лондоне, Англия
- HMS Caroline в Белфасте, Северная Ирландия; последний выживший корабль из битвы при Ютландии
- USS Olympia в Филадельфии, штат Пенсильвания; самый старый в мире военный корабль со стальным корпусом на плаву.
- USS Little Rock в Буффало, Нью-Йорк
- USS Salem в Куинси, штат Массачусетс; последний тяжёлый крейсер в мире.